# Steve Forrest (actor)
Steve Forrest, nacido William Forrest Andrews (Huntsville, Texas; 29 de septiembre de 1925-Thousand Oaks, California; 18 de mayo de 2013), fue un actor del cine clásico estadounidense y recurrente en numerosas series de TV de las décadas de 1960 y 1970.

## Carrera
Era hermano del actor Dana Andrews. Empezó su carrera con un papel menor en la película Crash Dive (1943) con Tyrone Power. Tuvo un papel en Battle Circus (1953), con Humphrey Bogart, seguido del filme Take the High Ground, con Richard Widmark, Prisoner of War' (1954), junto a Ronald Reagan, y en el clásico de Robert Taylor, Rogue Cop, donde interpretó a Eddie Kelvaney.
A finales de los años 1950 y en los años 1960, apareció como invitado en las series Playhouse 90, Climax!, Alfred Hitchcock presenta, La dimensión desconocida, Death Valley Days, El Virginiano, El Fugitivo, Cuero Crudo y Bonanza. En 1966 protagonizó la serie inglesa El Barón, donde interpretó a John Mannering. Se filmaron 30 capítulos de la serie de I.T.C. Televisión.
En los años 1970 continuó apareciendo como invitado en Misión: Imposible, El gran chaparral, Galería Nocturna, Sexto sentido, La ley del révolver, El Hombre Nuclear, La isla de la fantasía y en los años 1980 en Hotel, Dallas y en la película para la televisión Gunsmoke: Return to Dodge, con James Arness. En los años 1990, en Columbo con Peter Falk, y en Se ha escrito un crimen (Murder, She Wrote).

## S.W.A.T.
En 1975 fue contratado para protagonizar la serie S.W.A.T., interpretando al teniente Dan 'Hondo' Harrelson, jefe del grupo especial S.W.A.T. En la serie lo acompañaban Robert Urich como el oficial Jim Street, Rod Perry como el sargento Deacon, Mark Shera como el oficial Luca, y James Coleman como el oficial T.J. McCabe. Se filmaron 37 capítulos de la serie entre 1975 y 1976. En la película S.W.A.T. (2003), Steve Forrest tiene una pequeña intervención como el conductor del camión.